# No. 48 Squadron RAF
No. 48 Squadron RAF un escadron de la Royal Air Force qui a servi pendant la Première et la Seconde Guerre mondiale.

## Histoire

### Première Guerre mondiale
Le No. 48 Squadron RAF du Royal Flying Corps fut formé à Netheravon, Wiltshire, le 15 avril 1916. L'escadron est affecté en France en mars 1917 et devient le premier escadron de chasseurs à être équipé du Bristol Fighter.Un des commandants de l'escadron était Keith Park, alors major, qui dirigea plus tard le 11e Groupe de chasseurs  du Fighter Command lors de la bataille d'Angleterre à titre de vice-maréchal de l'air. L'escadron fait partie de la Royal Air Force lorsque le Royal Flying Corps fusionne avec le Royal Naval Air Service en 1918. Il s'est déplacé par mer vers l'Inde en mai/juin 1919, étant basé à  Quetta. Le 1er avril 1920, l'escadron est dissous en le renumérotant en No. 5 Squadron
L'escadron comptait 32 as. Outre Park, il comprenait :
Fred Holliday,
Jean Letts,
Brian Edmund Baker,
Harold Anthony Chênes,
Leonard A. Payne,
Robert Dodds,
Jean Theobald Milne,
Charles Napier,
Frank Ransley,
Alan Wilkinson,
Thomas Percy Middleton,
William Price, futur Maréchal de l'Air
Charles Steele,
Norman Craig Millman,
Thomas G. Rae,
Owen Scholte,
Roger Foin,
Norman Roberts,
Michael Joseph John Moore,
Arthur Noss
et Maurice Benjamin

### Seconde Guerre Mondiale

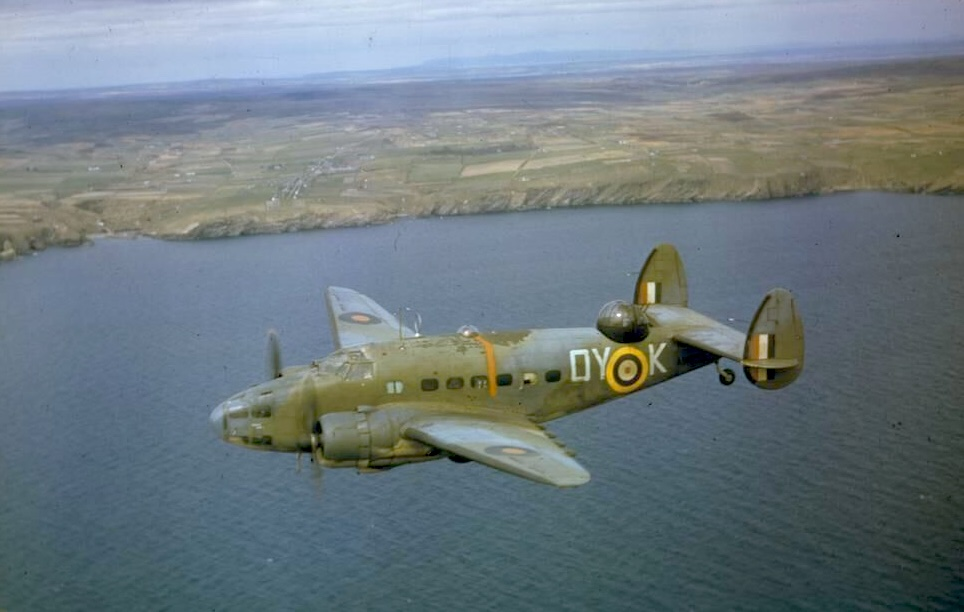
48 Escadron Hudson Mk V au large de la côte Écossaise, au début de 1942.

L'escadron se reforma le 25 novembre 1935 à la RAF Bicester, et devint une unité de reconnaissance générale exploitant des avions Avro Anson. Avec le déclenchement de la guerre en 1939, l'escadron a été engagé dans des patrouilles côtières le long de la côte sud de l'Angleterre. En 1941, l'escadrille est rééquipée d'avions Lockheed Hudson et assume le rôle d'escadrille anti-sous-marine, patrouillant d'abord dans la Mer du Nord; en décembre 1942, se rend à la RAF Gibraltar pour patrouiller en Méditerranée.
En 1944, l'escadron revient au Royaume-Uni et est rééquipée d'avions Douglas Dakota. Il est resté escadron de transport jusqu'à sa dissolution le 16 janvier 1946. Pendant cette période, elle opérait à partir de Chittagong, au Bengale (Inde), sur des opérations d'approvisionnement dans la vallée de l'Irrawaddy, en Birmanie.

### Après la guerre

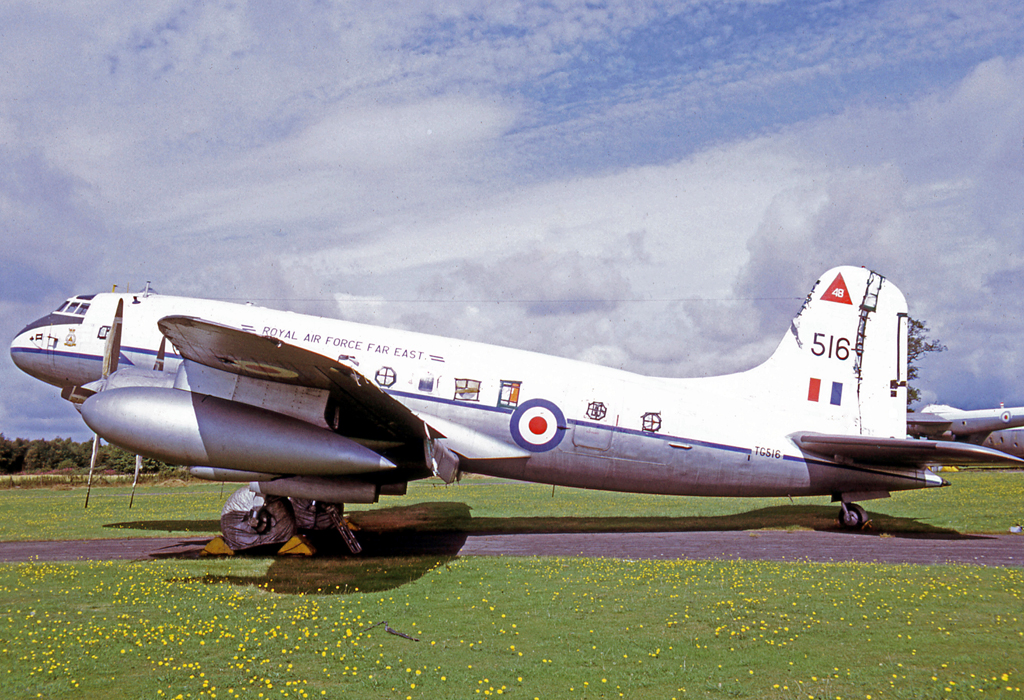
Handley Page Hastings C. 1 du No. 48 Squadron portant les appellations de la RAF Extrême-Orient et le symbole du triangle rouge de l'unité.

L'escadron est à nouveau réformé le 15 février 1946, lorsque le 215e Escadron est renuméroté 48. La base était située à RAF Changi, Singapour, d'avril 1946 à octobre 1967. Il a été rééquipé de Vickers Valette de transports en janvier 1951 et ceux-ci ont été remplacés par des quadrimoteurs de transport Handley Page Hastings en juin 1957. L'escadron est demeuré une unité de transport pour le reste de son existence et a finalement été équipé du Lockheed C-130 Hercules. L'escadron est retourné au Royaume-Uni le 1er septembre 1971, continuant d'opérer l'Hercules jusqu'au démantèlement de la RAF Lyneham le 7 janvier 1976

## Crest
L'insigne de l'escadron est "Sur un triangle équilatéral, une tête de pétrel effacée". Au cours de la Première Guerre mondiale, les aviateurs collaient souvent des étiquettes de bouteilles à leurs avions et le triangle rouge Basse - la première marque déposée au Royaume-Uni - était donc incorporé comme partie principale de la crête avec la tête d'un pétrel – un petit oiseaux de mer

### Citations
1. ↑  Halley, 1988, p. 106-107
2. ↑  http://www.theaerodrome.com/services/gbritain/rfc/48.php Retrieved 30 August 2011.
3. ↑  Shores, et al, p. 116–117, 288–289, 313.
4. ↑  Franks, et al, p. 40.
5. ↑  Franks, et al, p. 5.
6. ↑  Halley, 1988, p. 107
7. ↑  Sinfield Stephen, « The story behind the famous Bass red triangle trademark », Burton Mail,‎ 2 mai 2016 (lire en ligne, consulté le 24 septembre 2016)